# Aero Cuahonte
AeroCuahonte fue una pequeña aerolínea regional que tuvo su sede en el Aeropuerto de Uruapan.

## Historia
La aerolínea fue fundada por Enrique Cuahonte y Marta Amezcua, comenzando operaciones en el año de 1957 con servicios de taxi aéreo en pequeñas aeronaves de la marca Cessna. AeroCuahonte  se convirtió en una aerolínea de fletamento (operadora de vuelos chárter) en 1992 con la introducción de un Fairchild SA-226, posteriormente en 1994 fue introducido otra aeronave del mismo modelo, de las cuales una se perdió en un accidente en el mismo año cerca del Aeropuerto de Uruapan, en el cual murieron 11 personas. La aeronave siniestrada fue sustituida por otra del mismo modelo.
Debido a la amplia competencia por parte de Sudpacífico, Aerocuahonte comenzó a operar como aerolínea regular en 1992, operando el mismo par de aeronaves Fairchild SA-226. Posteriormente en 1997 se adquiere un Cessna 402-C, el cual cumpliría la modalidad de ser usado bajo itinerario y como taxi aéreo. También en 1997 se perdió otro Fairchild SA-226 tras un despiste en el aeropuerto de Uruapan, siendo remplazado en 1998 con un Metro III, por lo que entre 1998 y 2003 la flota de Aerocuahonte consistía de un Fairchild SA226, un Metro III y un Cessna 402-C.
Desde el año 2004, Aerocuahonte dejó de operar como aerolínea regular, operando solo como empresa de taxi aéreo con un único Cessna 402-C, el cual mantuvo operaciones hasta 2007, cuando la aeronave fue vendida a MAYAir y Aerocuahonte cesó operaciones.

## Destinos
Aero Cuahonte operó los siguientes destinos de forma regular durante su existencia.

## Flota
Entre 1992 y 2007, Aero Cuahonte operó las siguientes aeronaves.

## Accidentes e incidentes
- El 1 de diciembre de 1988 una aeronave Cessna 210 con matrícula XA-HAO que operaba un servicio de taxi aéreo de Aero Cuahonte entre el Aeropuerto de Uruapan y el Aeropuerto de la Ciudad de México se estrelló cerca del poblado de Agostitlán, Michoacán, matando al piloto y al ciuadadano de origen israelí llamado Amirán Nir.[5][6]

- El 13 de junio de 1994 una aeronave Swearingen SA226-TC Metro II con matrícula XA-SLU operada por Aero Cuahonte proveniente del Aeropuerto de Lázaro Cárdenas se estrelló en una montaña durante su aproximación al Aeropuerto de Uruapan matando a los 2 pilotos y a los 9 pasajeros. La aeronave se estrelló debido a la espesa niebla y al mal clima.[7][8][9]

- El 4 de febrero de 1997 una aeronave Swearingen SA226-TC Metro II con matrícula XA-HAO operada por Aero Cuahonte se despistó al aterrizar en el Aeropuerto de Uruapan colapsando el tren de aterrizaje. No hubo víctimas fatales, sin embargo sí hubo daños irreparables en la aeronave.[10]